# Haganenet
Haganenet (Internationale titel: The Kindergarten Teacher) is een Israëlisch-Franse film uit 2014 onder regie van Nadav Lapid. De film ging in première op 19 mei op het Filmfestival van Cannes en maakte deel uit van de competitie op het Film Fest Gent 2014.

## Verhaal
Nira, een kleuterleidster komt tot de ontdekking dat een van haar vijfjarige kleuters Yoav, een wonderkind is dat een groot talent heeft voor poëzie. Ze tracht hem zoveel mogelijk te beschermen uit angst dat de puurheid van zijn talent verloren zou gaan door de wereld rondom hem.

## Rolverdeling
- Sarit Larry als Nira
- Avi Shnaidman als Yoav Pollak
- Lior Raz als Nira’s echtgenoot
- Gilad ben David als de poëzieleraar
- Ester Rada als Miri
- Guy Oren als Asi
- Yehezkel Lazarov als Amnon Pollak
- Dan Toren als Aharon Pollak

## Prijzen en nominaties

### Prijzen
- The Israeli Film Critics Forum Prize (Filmfestival van Jeruzalem 2014)

### Nominaties
- Award of the Israeli Film Academy – Best Screenplay (Nadav Lapid)
- Award of the Israeli Film Academy – Best Cinematography (Shai Goldman)
- Award of the Israeli Film Academy – Best Sound (Aviv Aldema)
- Haggiag Award – Best Israeli Feature (Nadav Lapid)